# Binnengewässer

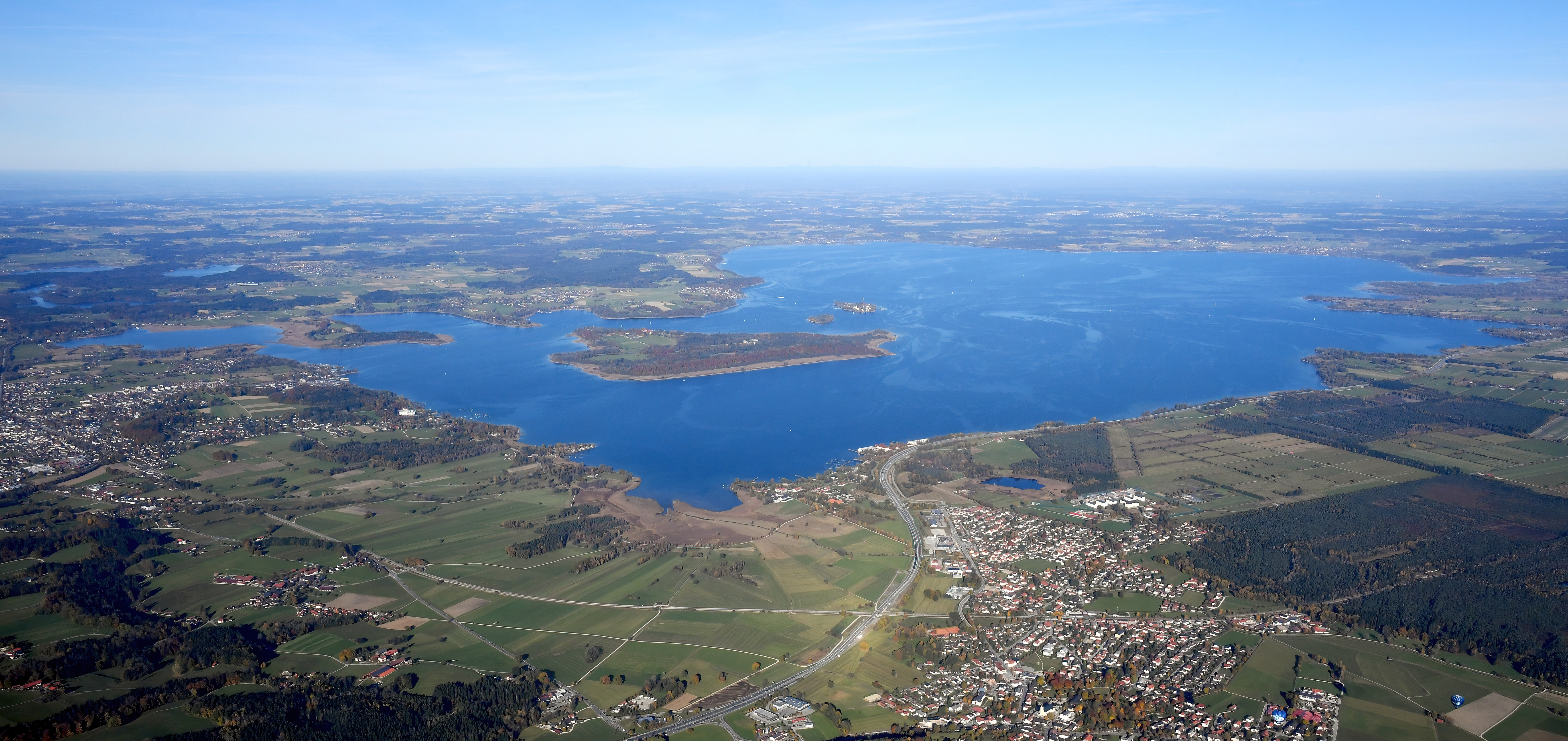
Der Chiemsee in Deutschland

Als Binnengewässer (von binnen = „innen“) werden alle Gewässer bezeichnet, die im Binnenland liegen und weder Küstengewässer, Meere noch Teile von Meeren (wie Meeresbuchten) sind. Pendant sind die Ozeane oder die hohe See. 

## Arten
Zu den Binnengewässern gehören Bäche, Binnenseen, Flüsse, Kanäle und Teiche. Binnenmeere sind keine Binnengewässer, weil sie mit einem Meer oder Ozean durch eine Meerenge verbunden sind und an der das gegenüberliegende Ufer mit bloßem Auge zu erkennen ist. Küstengewässer zählen bereits zum Meer und liegen zwischen der Küstenlinie bei mittlerem Hochwasser und der seewärtigen Begrenzung des Küstenmeeres. Zudem wird unterschieden zwischen Fließ- und Stillgewässern. Ästuare, die sowohl durch Fließgewässer als auch vom Meer beeinflusst werden, nehmen eine Zwischenstellung ein.

## Beispiele

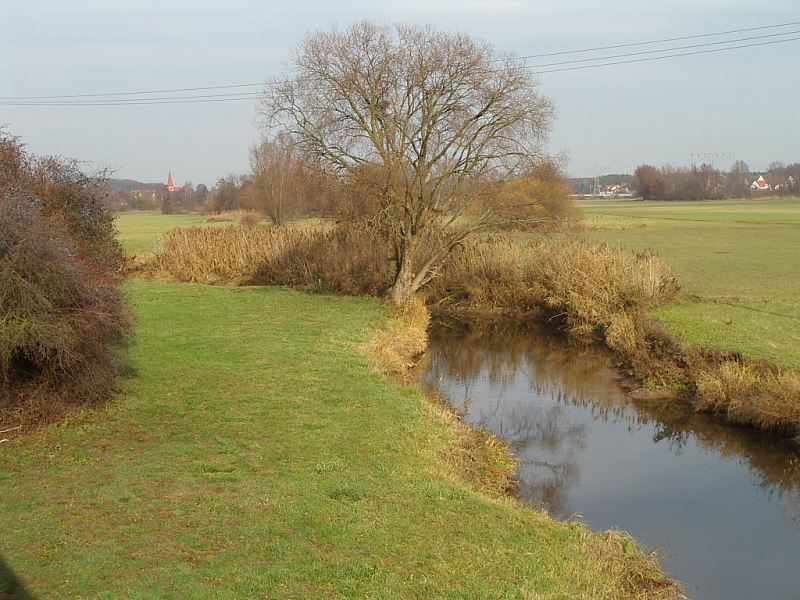
Bach: Zenn in Bayern
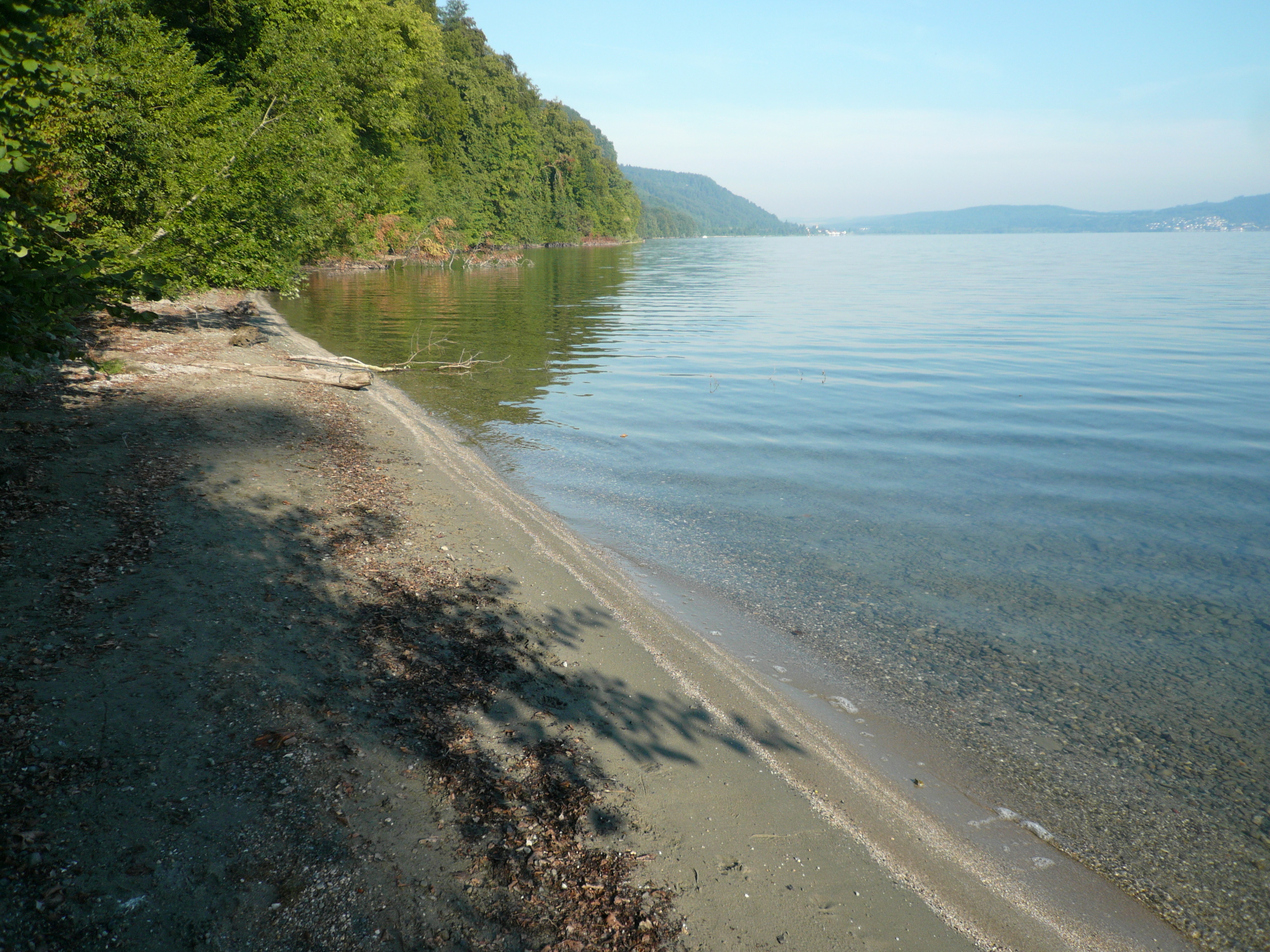
Binnensee: Bodensee mit Sandstrand bei der Marienschlucht
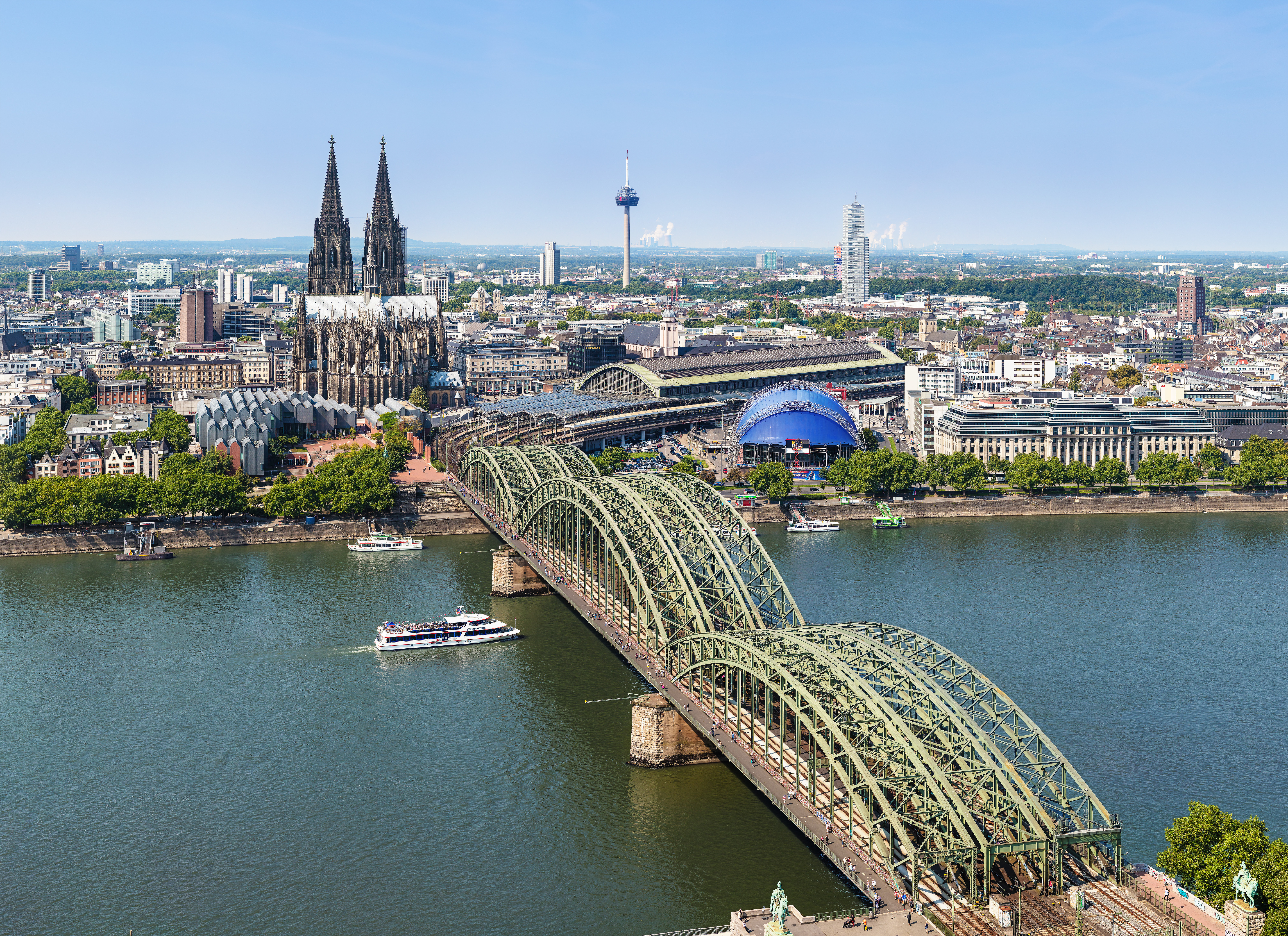
Fluss: Rhein bei Köln
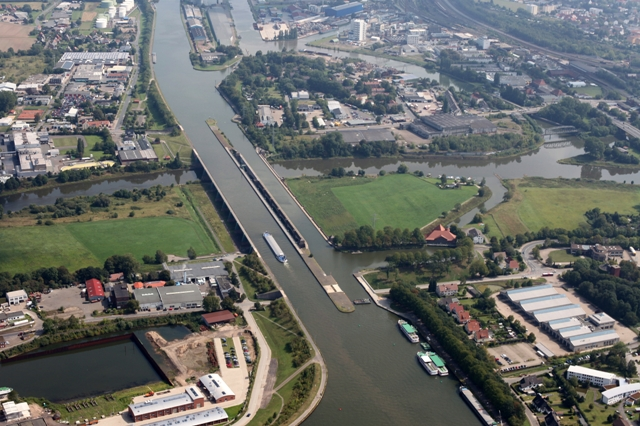
Kanal: Mittellandkanal (Kreuzung der Weser bei Minden)
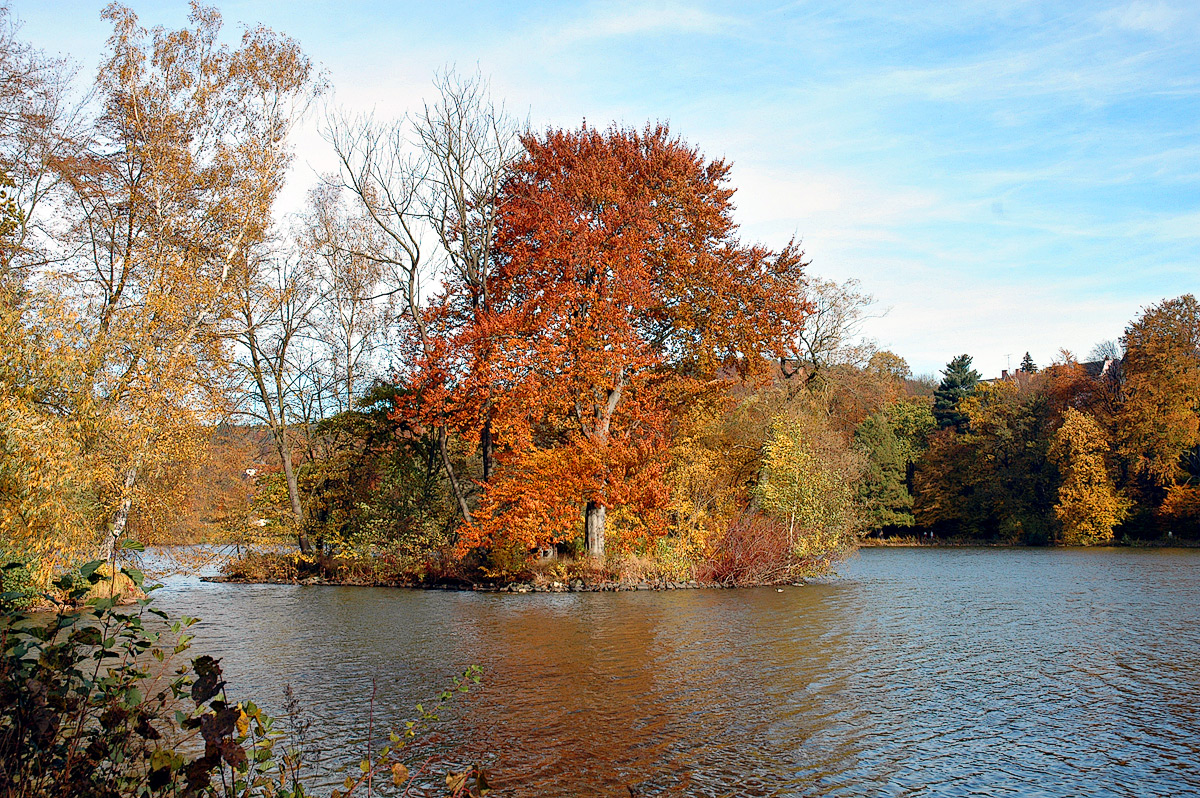
Teich: Binsenteich in Greiz

In Deutschland zählen unter anderem zu den Binnengewässern die Zenn (Bach in Bayern), der Bodensee (internationaler Binnensee in Süddeutschland, Österreich und der Schweiz), der Rhein (als internationaler Fluss), der Mittellandkanal oder der Binsenteich in Greiz.     

## International
Binnengewässer (Binnenseen) sind beispielsweise die fünf zusammenhängenden Großen Seen (USA/Kanada) oder der Titicacasee (Bolivien/Peru). Auch die Aralseen, das Kaspische Meer oder das Tote Meer sind Binnenseen. Letztere sind so genannte Endseen, in die ein Fließgewässer mündet.

## Sonstiges
Die Wissenschaft vom Leben in Binnengewässern ist die Limnologie. 
Auf Binnengewässern findet der Wasserverkehr statt. Teilweise wird auf Binnengewässern nicht nur Binnenschifffahrt, sondern auch Seeschifffahrt betrieben. 